# Pasig (Metro Manilla)
Pasig is een stad op het eiland Luzon in de Filipijnen. Ze vormt samen met 16 andere steden en gemeenten de National Capital Region, die ook wel Metro Manilla wordt genoemd. Bij de volkstelling van 2020 had de stad 803.159 inwoners.

## Geografie

### Bestuurlijke indeling
Pasig is onderverdeeld in de volgende 33 barangays:
| - Bagong Ilog - Bagong Katipunan - Bambang - Buting - Caniogan - Dela Paz - Kalawaan - Kapasigan - Kapitolyo - Malinao - Manggahan - Maybunga - Oranbo - Palatiw - Pinagbuhatan - Pineda | - Rosario - Sagad - San Antonio - San Joaquin - San Jose - San Miguel - San Nicolas - Santa Cruz - Santa Rosa - Santo Tomas - Santolan - Sumilang - Ugong - Santa Lucia - Napico |

## Bestuur en politiek
Zoals alle steden in de Filipijnen is de belangrijkste bestuurder van Pasig de burgemeester. De huidige burgemeester van de stad, Robert Eusebio, werd tijdens de verkiezingen van 2010 voor een tweede termijn gekozen. De viceburgemeester, momenteel Yoyong Martirez, is hoofd van de stadsraad van de stad. Deze raad is samengesteld uit twaalf gekozen raadsleden.
De stad Pasig heeft één gekozen afgevaardigde in het Filipijnse Huis van Afgevaardigden, onderdeel van het Filipijns Congres. Bij de verkiezingen van 2010 werd Roman Romulo gekozen als afgevaardigde namens Pasig.
Lijst van burgemeesters van Pasig vanaf 1956
| - Emiliano R.Caruncho jr. (1956-1986) - Mario Raymundo (1986-1992) - Vicente Eusebio (1992-2001) - Soledad Eusebio (2001-2003) - Vicente Eusebio (2003-2007) - Robert Eusebio (2007-2013) |

## Bekende personen

### Geboren
- Lope Santos (25 september 1879), schrijver en politicus (overleden 1963);
- Jovito Salonga (22 juni 1920), politicus en onder meer voorzitter Filipijnse Senaat;
- Alberto Reynoso (14 mei 1940), basketballer (overleden 2011);
- Allan Caidic (15 juni 1963), basketballer.

### Woonachtig
- Noel Malicdem (10 januari 1977), darter

## Foto's

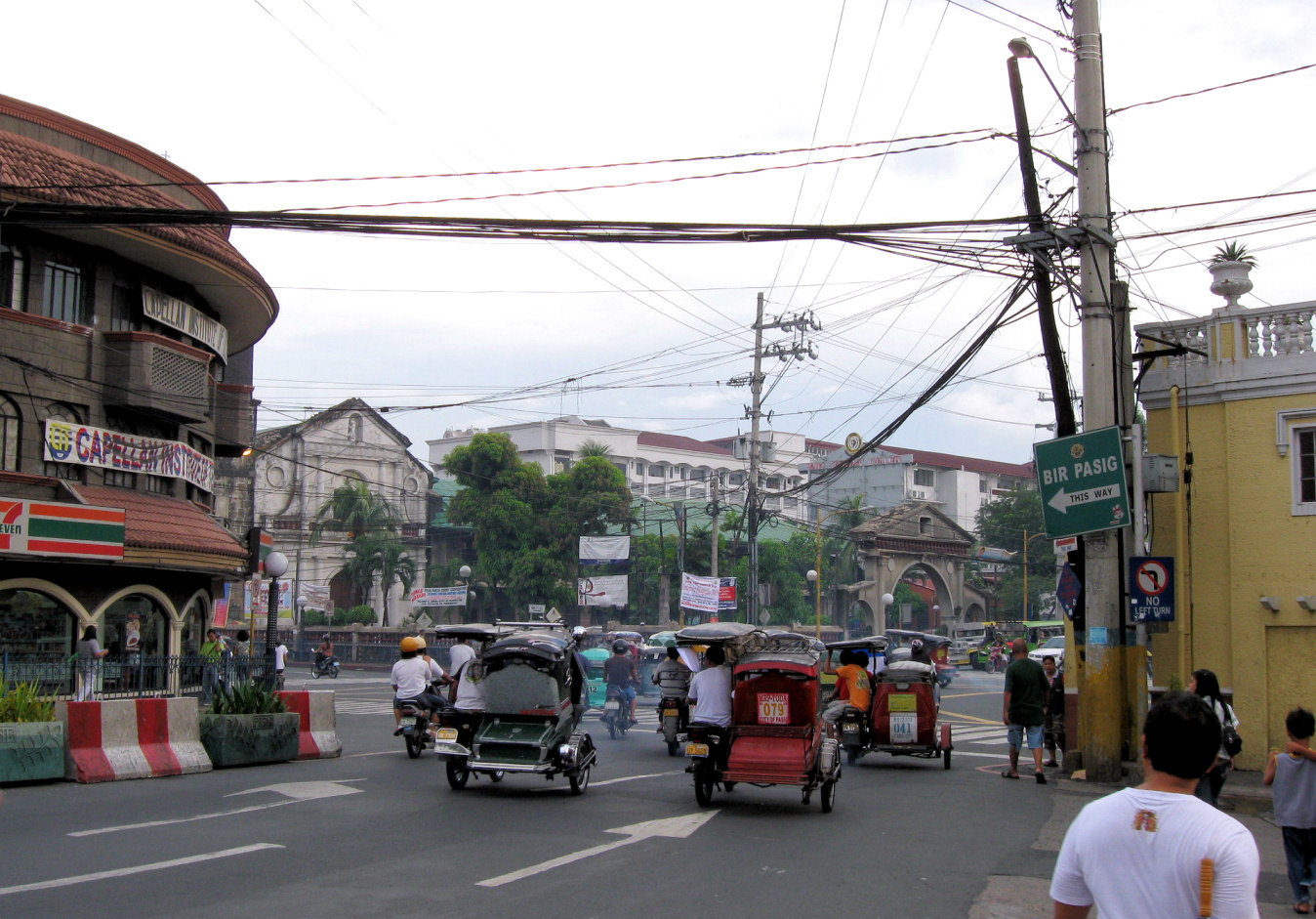
Oud Pasig bij het Pasig Museum en Immaculate Conception Kathedraal
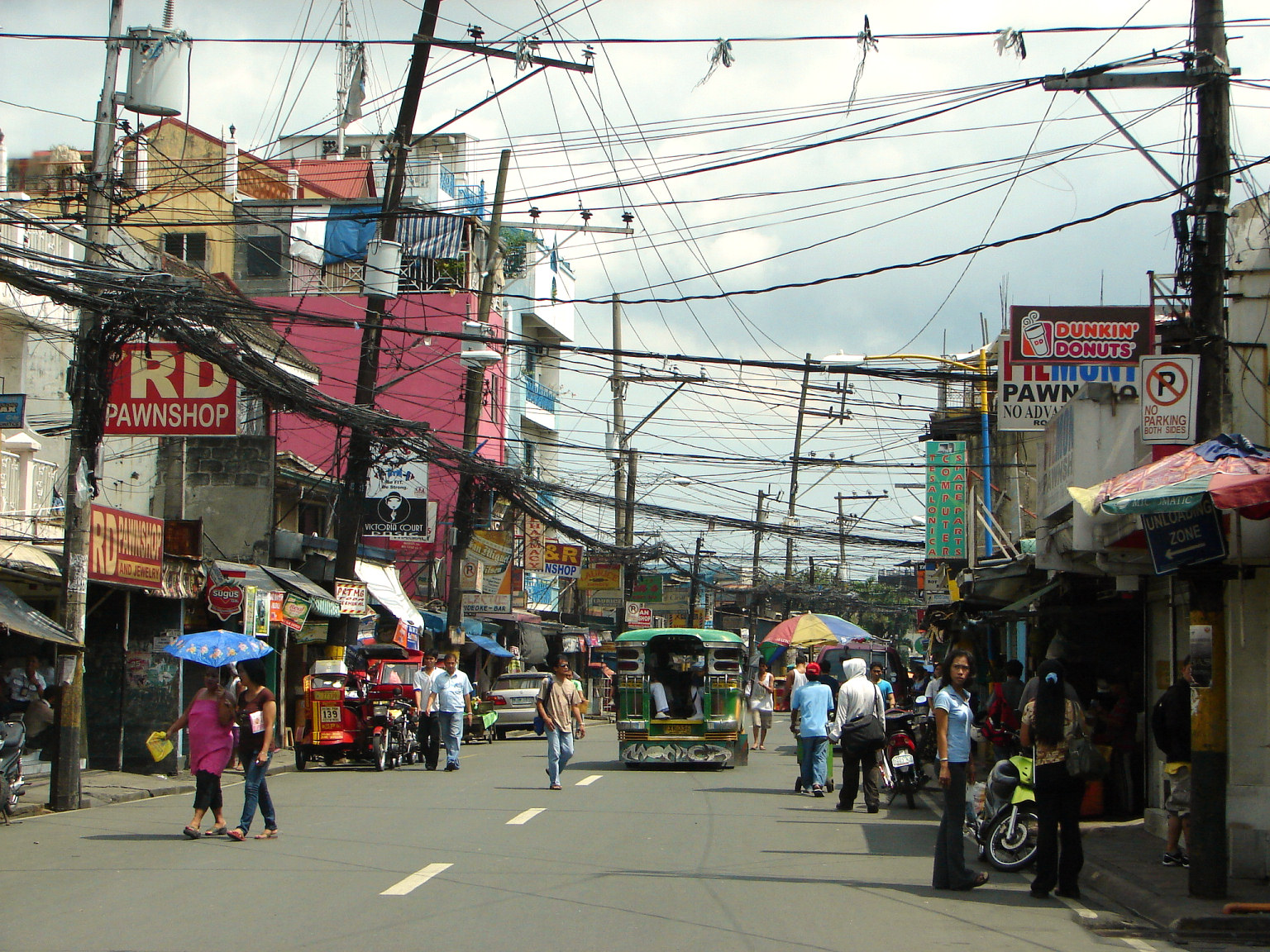
Dr. Sixto Antonio Avenue

Caloocan · Las Piñas · Makati · Malabon · Mandaluyong · Manilla · Marikina · Muntinlupa · Navotas · Parañaque · Pasay · Pasig · Pateros · Quezon City · San Juan · Taguig · Valenzuela